# Jüdische Gemeinde Hayange

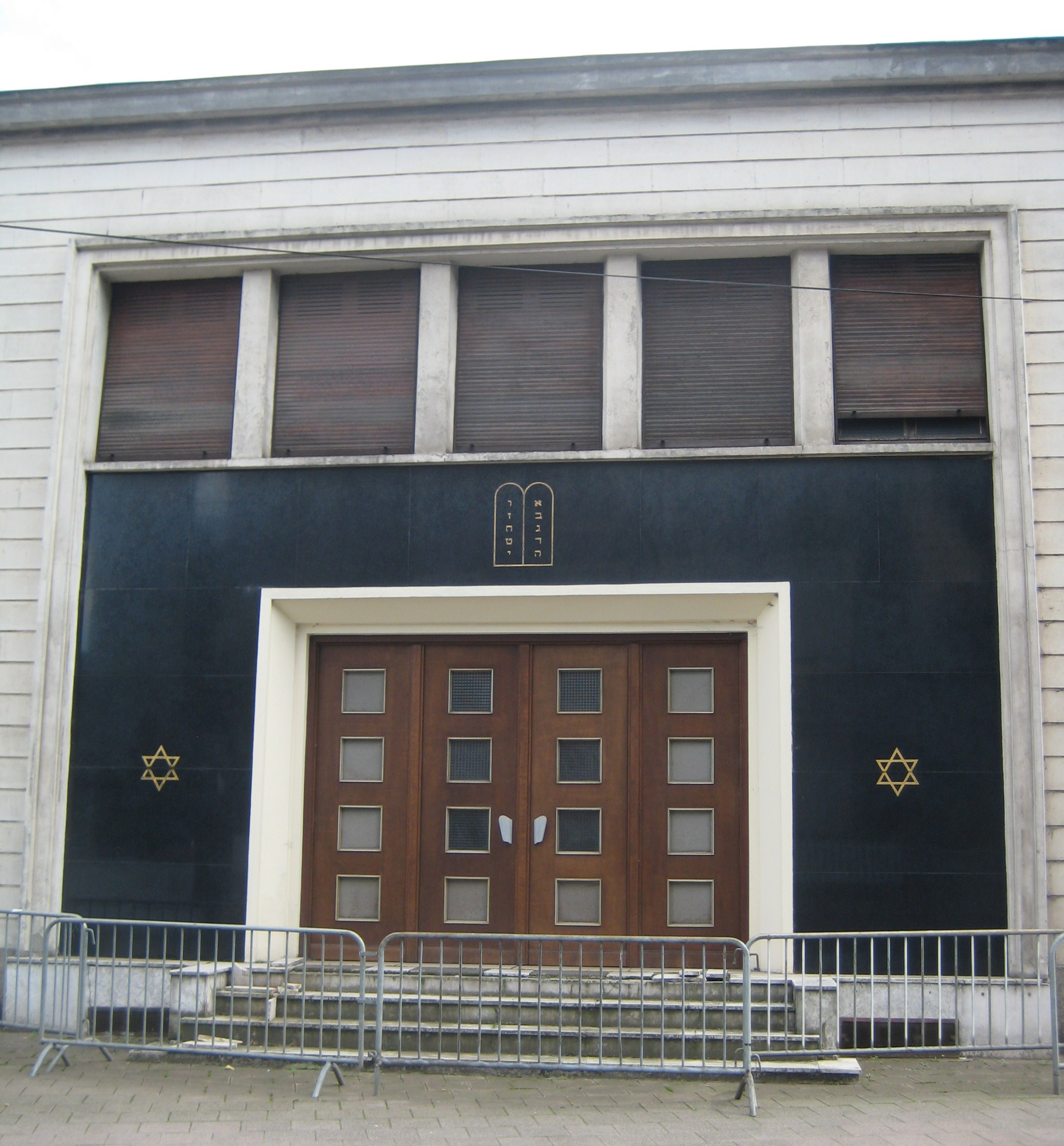
Synagoge in Hayange

Eine Jüdische Gemeinde in Hayange, einer französischen Stadt im Département Moselle in Lothringen, entstand  zu Beginn des 18. Jahrhunderts.

## Geschichte
Die jüdische Gemeinde Hayange erbaute ihre erste Synagoge 1863 in der Rue de Neufchef, der heutigen Rue de Verdun. Diese Synagoge wurde 1940 auf Befehl des deutschen Bürgermeisters Anton Betz zerstört. Am 15. September 1957 wurde die an gleicher Stelle neu erbaute Synagoge eingeweiht. Die jüdische Gemeinde gehört seit 1808 zum israelitischen Konsistorialbezirk Metz.

## Friedhöfe
Der alte jüdische Friedhof befindet sich in der Nähe des Bahnhofs und der neue in der Rue Marspich.